# 山谷冰川
山谷冰川是指在高山雪線以上的冰原當中。如果冰層開始往下面移動，且過雪線後繼續下移，流動情形酷似山谷中的河川，因此稱為山谷冰川,简称谷冰川。山谷冰川的範圍是以雪線來當作界線。山谷冰川總長度可高達數十公里，厚達百米之多。因冰体自身的重量而会缓慢移动，速度一般为每年数十米至一、二百米。主要分布在高山地区，以阿尔卑斯山区的山谷冰川最为典型，故又称为阿尔卑斯冰川。